# Europese kampioenschappen kleiduifschieten 1934
De Europese kampioenschappen kleiduifschieten 1934 waren kampioenschappen voor schutters in het kleiduifschieten. De vijfde editie van de Europese kampioenschappen vond plaats in het Hongaarse Boedapest.

## Resultaten
| Medaille | Schutter         | Team                                                                                  |
| -------- | ---------------- | ------------------------------------------------------------------------------------- |
| Goud     | Kurt Schöbel     | Pál Dóra István Strassburger Sándor Lumniczer András Montagh                          |
| Zilver   | Sándor Lumniczer | Kurt Schöbel                                                                          |
| Brons    | Jean de Beaumont | Vlag van Denemarken · Vlag van Denemarken · Vlag van Denemarken · Vlag van Denemarken |

1929 ·
1930 ·
1931 ·
1933 ·
1934 ·
1935 ·
1936 ·
1937 ·
1938 ·
1939 ·
1940 ·
1949 ·
1950 ·
1952 ·
1953 ·
1954